# Cristian Calderón
Cristian Yonathan  Calderón del Real (Tepic, Nayarit, 24 de mayo de 1997) es un futbolista mexicano. Juega de lateral izquierdo o extremo izquierdo y su actual equipo es el Club Necaxa de la Primera División de México.

## Trayectoria

### Inicio en Atlas Fútbol Club

#### Inicios en Nayarit
Su carrera deportiva inició en 2013 con el Club Deportivo Nayarit de la tercera división mexicana, pasando por Club Deportivo Tepic hasta llegar a las fuerzas básicas sub-17 de Atlas, acumulando 28 partidos con la sub-17, llegando a jugar con Atlas premier en segunda división, para después pasar a formar parte de la sub-20, jugando 46 partidos y anotando 2 goles.

#### Primer equipo
Su debut en Copa México se realizó el miércoles 21 de octubre de 2015 ante Club Tijuana, jugando como titular con el dorsal 285 hasta que fue sustituido por Juan Carlos Valenzuela. Tras su último torneo con los de la academia Cristian Calderón destacó por la banda izquierda jugando 14 partidos, esto lo llevó a ser titular en ocasiones.
Su debut en Liga MX se hizo el sábado 7 de mayo de 2016 ante Club Tijuana entrando de cambio jugando 34 minutos, su siguiente aparición sería hasta el apertura 2017 donde solo acumuló 5 minutos. Años más tarde "chicote" se adueñó de la banda izquierda de los rojinegros siendo lo rescatable en la zona defensiva de los académicos en el pésimo torneo que tuvieron ese año. Su buen rendimiento le valió ser comprado por el Club Necaxa para el próximo torneo.

### Club Necaxa
Tras terminar el torneo Apertura 2018 con el Atlas donde destacó, se oficializa su fichaje al Necaxa el 30 de diciembre de 2018 anunciando en las redes sociales del club rojiblanco su incorporación al equipo. Su debut con los hidrocálidos se realizaría el 12 de enero de 2019 ante los Pumas de la UNAM, jugando los 90 minutos, además de anotar su primer gol en primera división, dándole la ventaja a Necaxa 1-0 ante el cuadro felino para así ganar el partido 2-1 realizando un excelente debut.

### Club Deportivo Guadalajara
Se hizo oficial su traspaso al Club Deportivo Guadalajara en una conferencia de prensa el 11 de diciembre de 2019, la transacción fue de 7 millones de dólares.
Cristian Calderón anotó 8 goles con el Rebaño en liga, 1 en repechaje, y 1 en partidos amistosos, y 4 en liguilla, 3 de ellos frente al América en los cuartos de final (1 de ida y 2 de vuelta) del Guard1anes 2020. 
El 26 de diciembre de 2023, Chivas anuncia su salida del club, al no renovar su contrato, luego de haber estado 4 años con el club. En octubre de ése año se vio involucrado en actos de indisciplina por lo que se le separó del primer equipo por varios partidos.

### Club América
En enero de 2024, luego de quedar libre, el Club América anunció su fichaje, el día 3 de enero el club lo oficializó en sus redes sociales.

## Palmarés

### Títulos nacionales
| Título                  | Club         | País   | Año  |
| ----------------------- | ------------ | ------ | ---- |
| Primera División        | Club América | México | 2024 |
| Campeón de Campeones    | Club América | México | 2024 |
| Supercopa de la Liga MX | Club América | México | 2024 |
| Primera División        | Club América | México | 2024 |